# Протестація (право)
Протестація — у литовсько-руському праві скарга чи заява, з якою скривджена сторона зверталася до суду. П. вносилися як на правопорушення, що вже сталися, так і на дії, які несли потенційну загрозу гідності чи майновим правам особи. Протестації вписувалися в актові книги (див. Акти гродські і земські) центральних чи місцевих судів і могли використовуватися в подальшому як один із доказів у справі. Подання П. зазвичай передувало правовій дії позивання — виклику до судової установи. Обвинувачений мав право спростувати П. або звернутися із власною заявою, ініціювати зустрічний позов. У випадку, коли учасники конфлікту укладали мирну угоду, позивач відкликав П. відповідним листом.